# Geoffroi de Grasse
Geoffroi Ier de Grasse est un prélat français, évêque d'Antibes de 1056 à 1088.